# Hubble Heritage Project
Pour les articles homonymes, voir HHP.

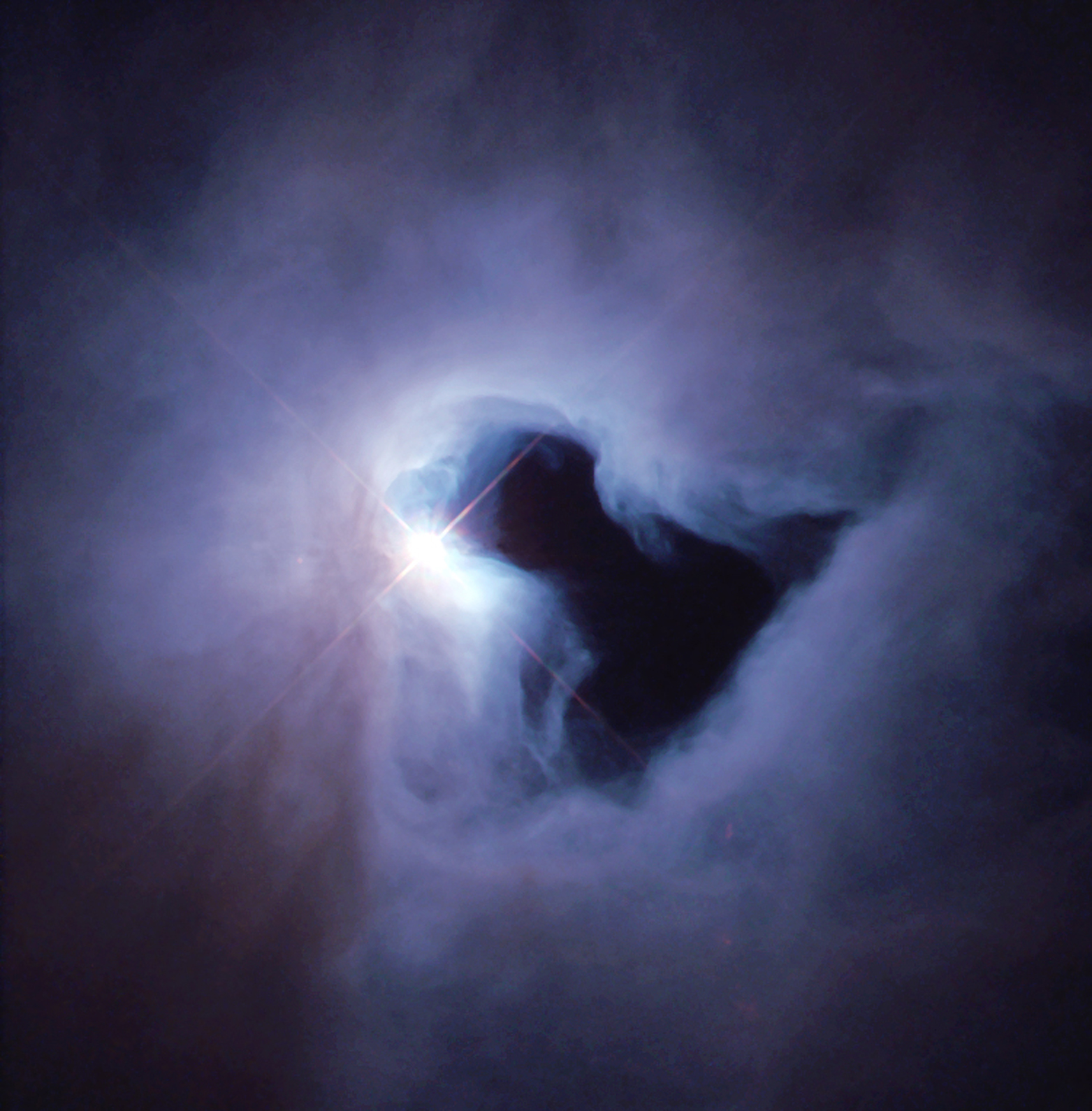
Une image de NGC 1999 réalisée par le Hubble Heritage Project.

Le Hubble Heritage Project (HHP) est un projet fondé par un groupe d'astronomes en 1998 et visant à partager avec le public des images astronomiques prises par le télescope spatial Hubble. Ainsi, à peu près tous les mois, l'équipe du projet, le Hubble Heritage Team, publie des images d'objets célestes tels des galaxies, des planètes, des étoiles, etc. Ces images sont généralement les plus connues de Hubble et sont disponibles en plusieurs formats ainsi que sous forme de fond d'écran.
Généralement, les images sélectionnées n'ont pas été partagées publiquement. Puisque la plupart d'entre elles ont été prises dans un but scientifique, elles sont souvent sous-exposées dans plusieurs bandes spectrales. Une petite partie du temps de télescope de Hubble est accordée au HHP afin de pouvoir corriger ces sous-expositions.